# Saison 5 de Flash
Chronologie
Saison 4 Saison 6
La cinquième saison de Flash (The Flash), série télévisée américaine, est constituée de vingt-deux épisodes, et a été diffusée du 9 octobre 2018 au 14 mai 2019 sur The CW, aux États-Unis.

## Synopsis
Nora West-Allen, la fille de Barry et Iris venue du futur pour aider son père à vaincre le Penseur, perturbe involontairement la chronologie des événements à venir. Sa venue dans le passé engendre l'arrivée de Cicada, un tueur de méta-humains qui est un ennemi de Flash dans l'avenir, mais désormais, il semblerait qu'il apparaisse plus tôt que prévu...

## Distribution

### Acteur principaux
- Grant Gustin (VF : Alexandre Gillet) : Barry Allen / Flash
- Candice Patton (VF : Jessica Monceau) : Iris West-Allen
- Danielle Panabaker (VF : Marie Diot) : Dr Caitlin Snow / Killer Frost
- Carlos Valdes (VF : Antoine Schoumsky) : Cisco Ramon / Vibe
- Tom Cavanagh (VF : Serge Faliu) :  Harrison « Sherloque » Wells (Terre-221) (à partir de l’épisode 3) ; Eobard Thawne / Reverse-Flash
- Jesse L. Martin (VF : Frantz Confiac) : le lieutenant Joe West
- Hartley Sawyer (VF : Donald Reignoux) : Ralph Dibny / Elongated Man
- Danielle Nicolet (VF : Julie Dumas) : Cecile Horton
- Jessica Parker Kennedy (VF : Marie Giraudon) : Nora West-Allen / XS

### Acteur récurrents
- Patrick Sabongui (en) (VF : Nessym Guetat) : le capitaine David Singh (en)
- Chris Klein (VF : Rémi Bichet) : Orlin Dwyer / Cicada (en) (épisodes 1 à 17, 20, 21 et 22)
- Victoria Park : Kamilla Hwang (épisodes 12, 14, 17 et 22)
- Lossen Chambers (VF : Virginie Emane) : Dr Vanessa Ambres
- Klarc Wilson : Officier Jones
- Islie Hirvonen (Grace Gibbons)

### Invités
- Keiynan Lonsdale (VF : Alex Fondja) : Wally West / Kid Flash (épisode 1)
- Erin Cummings (VF : Laurence Bréheret) : Vanessa Jansen / Block (épisode 2)
- Matty Finochio (VF : Jean-Alain Velardo) : Bruno Moretti (épisode 2)
- Susan Walters (VF : Ariane Deviègue) : Dr Carla Tannhauser, la mère de Caitlin (épisodes 3 et 19)
- Kiana Madeira : Spencer Young / Spin (épisode 4)
- Troy James : Peter Merkel / Rag Doll[3] (épisodes 5 et 20)
- Kyle Secor (VF : Guy Chapellier) : Thomas Snow, le père de Caitlin / Icicle (épisodes 6 et 19)[4]
- Teddy Sears (VF : Emmanuel Lemire) : Hunter Zolomon / Zoom (épisode 8)

### Invités duArrowverse
- Stephen Amell (VF : Sylvain Agaësse) : Oliver Queen / Green Arrow (épisode 9)
- David Ramsey (VF : Namakan Koné) : John Diggle (épisode 9)
- Melissa Benoist (VF : Zina Khakhoulia) : Kara Danvers / Supergirl (épisode 9)
- Tyler Hoechlin (VF : Thibaut Lacour) : Clark Kent / Superman (épisode 9)
- Bitsie Tulloch (VF : Pamela Ravassard) : Lois Lane (épisode 9)

## Production

### Développement
Le 2 avril 2018, la série a été renouvelée pour une cinquième saison.

### Attribution des rôles
En juillet 2018, Danielle Nicolet (Cecile Horton), Hartley Sawyer (Ralph Dibny / Elongated Man) et Jessica Parker Kennedy (Nora West-Allen / XS) obtiennent le statut d'acteurs principaux lors de cette saison,,,. Le même mois, Chris Klein est choisi pour incarner l'antagoniste de la saison du nom de Cicada (en), ennemi de Flash.
En août 2018, Susan Walters l'actrice jouant le rôle de la mère de Caitlin lors de la saison 3 confirme reprendre son rôle pour cette saison. Le même mois, Kiana Madeira rejoint la saison 5 en tant que "Spin", décrite comme une « influenceuse » des réseaux sociaux qui saisit l'occasion de faire de son rêve de devenir célèbre une réalité quand elle découvre qu'il y a un nouveau héros à Central City.

### Diffusions
Aux États-Unis, la saison a été diffusée du 9 octobre 2018 au 14 mai 2019 sur The CW[réf. nécessaire].
Au Canada, elle est disponible le lendemain sur Netflix.[réf. nécessaire]
Dans les pays francophones, la diffusion se déroulera ainsi :
En France, du 7 août 2019 au 5 septembre 2019 sur TF1 ;
En Belgique et Suisse, aucune diffusion n'a été annoncée pour le moment.Au Québec,la diffusion est prévue pour le 15 Aout sur Club illico

## Liste des épisodes
1. L'Héritage de Flash
2. Bloc
3. Élémentaire, mon cher Barry
4. Flash info
5. Le Clown masqué
6. Icicle
7. Sale Temps pour Central City
8. Aujourd'hui est l'élève d'hier
9. Elseworlds : La Première Heure
10. Flash and Furious
11. Colère noire
12. Piège cérébral
13. La fin justifie les moyens
14. Déjà-vu
15. Combat de titans
16. La Panacée
17. Bombe temporelle
18. L'Histoire de Nora
19. Une famille givrée
20. Passée à l'ennemi
21. Extermination
22. La Dague de Cicada

### Épisode 1:L'Héritage de Flash
- États-Unis /  Canada : 9 octobre 2018 sur The CW[13] / Netflix
- France : 7 août 2019 sur TF1[14],[15]
- Québec : 15 août 2019  sur Club Illico

- États-Unis : 2,08 millions de téléspectateurs[16] (première diffusion)

- Keiynan Lonsdale (Wally West / Kid Flash)
- Daniel Cudmore (William Lang / Gridlock)

- Au CC Jitters, Nora fait référence à l'éclair de GLightning Lad / Garth Ranzz, membre de La Légion des super-héros.
- Nora fait référence à Atom / Ryan Choi en donnant la bague-costume à Barry.

### Épisode 2:Bloc
- États-Unis : 16 octobre 2018 sur The CW
- France : 8 août 2019 sur TF1
- Québec : 15 août 2019  sur Club Illico

- États-Unis : 1,69 million de téléspectateurs[17] (première diffusion)

- Patrick Sabongui (Capitaine David Singh)
- Matty Finochio (Bruno Moretti)
- Erin Cummings (Vanessa Jansen / Block)
- Dion Riley (Sergent Matthews)
- Evan Spergel (Bobby Moretti)

- Pour sortir Cisco de sa torpeur, Ralph lui dit "Solo a tiré après", ce qui renvoie à la controverse Han shot first.

- Cisco compare la dague de Cicada à Mjöllnir le marteau de Thor.

### Épisode 3:Élémentaire, mon cher Barry
- États-Unis : 23 octobre 2018 sur The CW
- France : 8 août 2019 sur TF1
- Québec : 15 août 2019  sur Club Illico

- États-Unis : 1,87 million de téléspectateurs[18] (première diffusion)

- Susan Walters (Dr Carla Tannhauser)
- Lossen Chambers (Dr Vanessa Ambres)
- Islie Hirvonen (Grace Gibbons)
- Chris Webb (David Hersh)
- Edward Witzke (Sterling Brooks)
- Jayla Henderson (Nora jeune)

### Épisode 4:Flash info
- États-Unis : 30 octobre 2018 sur The CW
- France : 8 août 2019 sur TF1
- Québec : 15 août 2019  sur Club Illico

- États-Unis : 1,75 million de téléspectateurs[19] (première diffusion)

- Kiana Madeira (Spencer Young)
- Klarc Wilson (Officier Jones)
- Rob Compton (Inspecteur Rowell)

### Épisode 5:Le Clown masqué
- États-Unis : 13 novembre 2018 sur The CW
- France : 8 août 2019 sur TF1
- Québec : 15 août 2019  sur Club Illico

- États-Unis : 1,73 million de téléspectateurs[20] (première diffusion)

- Kyle Secor (Thomas Snow / Icicle)
- Troy James (Peter Merkel / Rag Doll)
- Phil LaMarr (Voix originale de Rag Doll)
- Judith Maxie (Theresa Merkel)
- Carlo Marks (William Seaver)
- Patrick Dodd (Jerry Whinehouse)
- Ashley Ross (Natalie)

### Épisode 6:Icicle
- États-Unis : 20 novembre 2018 sur The CW
- France :  14 août 2019 sur TF1
- Québec : 15 août 2019  sur Club Illico

- États-Unis : 1,6 million de téléspectateurs[21] (première diffusion)

- Kyle Secor (Thomas Snow / Icicle)
- Lossen Chambers (Dr Vanessa Ambres)
- Alex Ross (Vance Brandon)
- Cassandra Ebner (Raelene Sharp)

- Lorsque le père de Caitlin dit être resté en contact avec un autre scientifique se nommant Victor Fries, ceci fait référence à son alter-ego Mr Freeze et ennemi récurrent de Batman dans les comics. Il évoque également Louise Lincoln qui est la deuxième Killer Frost.
- Dans la version française, Caitlin dit que dans 5 minutes la température descendra à -460 degrés, soit le zéro absolu. Il s'agit d'une erreur. La température est bien de -460 degrés (arrondie), mais Farenheit. La température la plus basse possible en Celsius est le zéro absolu, soit - 273,15 (soit - 459,67 °F).

### Épisode 7:Sale Temps pour Central City
- États-Unis : 27 novembre 2018 sur The CW
- France : 15 août 2019 sur TF1
- Québec : 15 août 2019  sur Club Illico

- États-Unis : 1,79 million de téléspectateurs[22] (première diffusion)

- Liam McIntyre (Mark Mardon / Weather Wizard)
- Reina Hardesty (Joslyn Jackam / Weather Witch)
- Lossen Chambers (Dr Vanessa Ambres)
- Islie Hirvonen (Grace Gibbons)
- Klarc Wilson (l'officier Jones)
- Julianne Christie (la directrice de la prison Del Toro)
- Helenna Santos (l'infirmière Shelley)
- Natalie Gibson (la principale Palizzi)

### Épisode 8:Aujourd'hui est l'élève d'hier
- États-Unis : 4 décembre 2018 sur The CW
- France : 15 août 2019 sur TF1
- Québec : 15 août 2019  sur Club Illico

- États-Unis : 1,78 million de téléspectateurs[23] (première diffusion)

- Teddy Sears (Hunter Zolomon/Zoom)
- Tony Todd (Voix originale de Zoom)
- Michelle Harrison (Nora Allen)
- LaMonica Garrett (Mar Novu / Le Monitor)
- Lossen Chambers (Dr Vanessa Ambres)
- Islie Hirvonen (Grace Gibbons)

- Cet épisode est le 100e de la série.
- Ralph Dibny passe le titre Back in Time de Huey Lewis and the News extrait de la bande originale de Retour vers le futur.

### Épisode 9:Elseworlds: La Première Heure
- États-Unis : 9 décembre 2018 sur The CW
- France : 15 août 2019 sur TF1
- Québec : 15 août 2019  sur Club Illico

- États-Unis : 1,83 million de téléspectateurs[24] (première diffusion)

- Stephen Amell (Oliver Queen / Green Arrow)
- Melissa Benoist (Kara Danvers / Kara Zor-El / Supergirl)
- Jeremy Davies (John Deegan)
- LaMonica Garrett (Mar Novu / le Monitor)
- Tyler Hoechlin (Clark Kent / Kal El / Superman)
- Bitsie Tulloch (Loïs Lane)

Sur Terre-90, les héros tombent tous devant le Monitor et échouent à l'empêcher de mettre la main sur un livre contenant un puissant savoir. Seul Flash parvient à fuir. Le Monitor se rend ensuite sur Terre-1 pour confier le livre au Dr John Deegan, un psychiatre aux théories eugénistes dans un monde peuplé de méta-humains. Par le livre et son contenu, Deegan peut réécrire la réalité.
- Cet épisode est la première partie du cinquième crossover du Arrowverse. Il se poursuit avec l'épisode 9 de la septième saison d’Arrow et se conclut avec l'épisode 9 de la quatrième saison de Supergirl[25],[26]. L'intrigue du crossover est centré sur Batwoman et introduira la ville de Gotham City[27], avant la possibilité d'une série pour le personnage en 2019[28],[29].
- Bien que crédité au générique, Jesse L. Martin n'apparait pas dans l'épisode.

### Épisode 10:Flash and Furious
- États-Unis : 15 janvier 2019 sur The CW[30]
- France : 15 août 2019 sur TF1
- Québec : 15 août 2019  sur Club Illico

- États-Unis : 1,64 million de téléspectateurs[31] (première diffusion)

- Reina Hardesty (Jocelyn Jackam / Weather Witch)
- Gabrielle Walsh (Raya Van Zandt / Silver Ghost)
- Ken Camroux-Taylor (Juge Hankerson)
- Kunal Jaggi (Steven Lee)
- Terence Hayman (Major Morgan)
- Charlene Amoia (Miss Pellett)

### Épisode 11:Colère noire
- États-Unis : 22 janvier 2019 sur The CW
- France : 21 août 2019 sur TF1
- Québec : 15 août 2019  sur Club Illico

- États-Unis : 1,88 million de téléspectateurs[32] (première diffusion)

- Patrick Sabongui (Capitaine David Singh)
- Britne Oldford (Shawna Baez / Peek-a-Boo)
- Lossen Chambers (Dr Vanessa Ambres)
- Klarc Wilson (Officier Jones)
- Mark Sweatman (Norvock)
- Andre Tricoteux (Clark Bork)
- Rochelle Okoye (Keisha Moore)

### Épisode 12:Piège cérébral
- États-Unis : 29 janvier 2019 sur The CW
- France : 22 août 2019 sur TF1
- Québec : 15 août 2019  sur Club Illico

- États-Unis : 2,04 millions de téléspectateurs[33] (première diffusion)

- Patrick Sabongui (Capitaine David Singh)
- Victoria Park (Kamilla Hwang)
- Lossen Chambers (Dr Vanessa Ambres)
- Klarc Wilson (Officier Jones)
- Islie Hirvonen (Grace Gibbons)
- Robert Picardo (Dexter Myles)
- Avionne Marie Dean (Nora jeune)

### Épisode 13:La fin justifie les moyens
- États-Unis : 5 février 2019 sur The CW
- France : 22 août 2019 sur TF1

- Québec : 15 août 2019  sur Club Illico

- États-Unis : 1,89 million de téléspectateurs[34] (première diffusion)

- Kimberly Williams (Renée Adler)
- Paul McGillion (Earl Cox)
- Damion Poitier (Goldface)
- Andy Nez (Brent Osmack)
- Neil Webb (Gat)
- Anthony Joseph (Carver)

- Renée Adler fait référence au personnage d'Irène Adler de l'univers de Sherlock Holmes.

### Épisode 14:Déjà-vu
- États-Unis : 12 février 2019 sur The CW
- France : 22 août 2019 sur TF1
- Québec : 15 août 2019  sur Club Illico

- États-Unis : 1,71 million de téléspectateurs[35] (première diffusion)

- Victoria Park (Kamilla Hwang)
- Thomas Miller (Stephan)
- Lucy Harvey (Carolyn)
- Megan Helbing (Megan)
- Jerry Yang (Ian)

### Épisode 15:Combat de titans
- États-Unis : 5 mars 2019 sur The CW
- France : 29 août 2019 sur TF1
- Québec : 15 août 2019  sur Club Illico

- États-Unis : 1,64 million de téléspectateurs[36] (première diffusion)

- David Sobolov (Gorilla Grodd)
- David Hayter (King Shark)
- Audrey Marie Anderson (Lyla Michaels)
- Dan Payne (Shay Lamden)
- Zibby Allen (Tanya Lamden)

### Épisode 16:La Panacée
- États-Unis : 12 mars 2019 sur The CW
- France : 29 août 2019 sur TF1
- Québec : 15 août 2019  sur Club Illico

- États-Unis : 1,55 million de téléspectateurs[37] (première diffusion)

- Sarah Carter (Grace Gibbons adulte / Cicada II)
- Lossen Chambers (Dr Vanessa Ambres)
- John Gillich (Philip Master / Acid Master)

### Épisode 17:Bombe temporelle
- États-Unis : 19 mars 2019 sur The CW
- France : 29 août 2019 sur TF1
- Québec : 15 août 2019  sur Club Illico

- États-Unis : 1,64 million de téléspectateurs[38] (première diffusion)

- Victoria Park (Kamilla Hwang)
- Sarah Carter (Grace Gibbons adulte / Cicada II)
- Catherine Lough Haggquist (Vickie Bolen)
- Islie Hirvonen (Grace Gibbons)
- Helenna Santos (Infirmière Shelley)
- Malia Baker (Alice Bolen)
- Chris Shields (John Bolen)
- Morena Baccarin (Gideon)

### Épisode 18:L'Histoire de Nora
- États-Unis : 16 avril 2019 sur The CW
- France : 29 août 2019 sur TF1
- Québec : 15 août 2019  sur Club Illico

- États-Unis : 1,31 million de téléspectateurs[39] (première diffusion)

- Kathryn Gallagher (Lia)
- Robert Picardo (Dexter Myles)
- Kindall Charters (August Heart / Godspeed)
- B.D. Wong (Voix originale de Godspeed)
- Andy Thompson (Docteur Bruce Bonwitt)
- Everick Golding (Trevor Shinick)
- Ese Atawo (Détective Frankie Curtis)

### Épisode 19:Une famille givrée
- États-Unis : 23 avril 2019 sur The CW
- France : 5 septembre 2019 sur TF1
- Québec : 15 août 2019  sur Club Illico

- États-Unis : 1,63 million de téléspectateurs[39] (première diffusion)

- Kyle Secor (Thomas Snow / Icicle)
- Susan Walters (Docteur Carla Tannhauser)
- Sarah Carter (Grace Gibbons adulte / Cicada II)
- Islie Hirvonen (Grace Gibbons)
- Everick Golding (Trevor Shinick)
- Bruce Macnab Crawford (JP Chipera)
- Morena Baccarin (Gideon)

### Épisode 20:Passée à l'ennemi
- États-Unis : 30 avril 2019 sur The CW
- France : 5 septembre 2019 sur TF1
- Québec : 15 août 2019  sur Club Illico

- États-Unis : 1,37 million de téléspectateurs[39] (première diffusion)

- Sarah Carter (Grace Gibbons adulte / Cicada II)
- Reina Hardesty (Jocelyn Jackam / Weather Witch)
- Troy James (Peter Merkel / Rag Doll)
- Phil LaMarr (Voix originale de Rag Doll)
- Emily Kinney (Brie Larvan / Queen Bee)
- Islie Hirvonen (Grace Gibbons)
- Adam Bergquist (Randolf Morgan)
- Eric Schweig (Général Cloud)

### Épisode 21:Extermination
- États-Unis : 7 mai 2019 sur The CW
- France : 5 septembre 2019 sur TF1
- Québec : 15 août 2019  sur Club Illico

- États-Unis : 1,45 million de téléspectateurs[39] (première diffusion)

- Kimberly Williams (Renée Adler)
- Patrick Sabongui (Capitaine David Singh)
- Sarah Carter (Grace Gibbons adulte / Cicada II)
- Everick Golding (Trevor Shinick)

### Épisode 22:La Dague de Cicada
- États-Unis : 14 mai 2019 sur The CW
- France : 5 septembre 2019 sur TF1
- Québec : 15 août 2019  sur Club Illico

- États-Unis : 1,53 million de téléspectateurs[41] (première diffusion)

- Patrick Sabongui (le capitaine David Singh)
- Sarah Carter (Grace Gibbons adulte / Cicada II)
- Victoria Park (Kamilla Hwang)
- Tom Cavanagh (Eobard Thawne/Nega-Flash)
- Everick Golding (Trevor Shinick)
- Islie Hirvonen (Grace Gibbons)

Ralph se jette devant le rayon miroir pour empêcher la destruction de la dague de Cicada. Il a en effet compris le plan de Thawne : en envoyant Nora dans le passé et en la guidant, le criminel espérait depuis le début faire disparaître la dague, qui est en réalité le seul objet qui le prive de vitesse et le retient en prison. 
Après que Cisco a guéri Ralph, l'équipe réussit à localiser Grace avec les pouvoirs de Cecile. Ils la piègent à Star Labs pendant que Nora convainc la jeune Grace de prendre le sérum anti-métahumain. Elle réussit à la convaincre, mais cela n'a aucun effet sur elle. Car Grace a reçu un morceau de shrapnel du satellite le jour de l'Enseignement. Alors qu'elle est sur le point de tuer Nora, Cisco envoie le canon à miroir à Barry afin qu'il puisse détruire la dague, cela a pour effet de faire disparaître la version adulte de Grace. 
Nega-Flash se libère alors et entame un combat avec la team Flash en 2049. Alors que les héros ont l'avantage, Nora commence à disparaître. Elle comprend qu'elle n'existe pas dans la nouvelle ligne temporelle où la dague a été détruite, mais avant de s'enfuir Thawne leur explique qu'elle pourrait survivre dans la Vitesse Pure Négative. Cependant, Nora décide d'accepter les conséquences de ses actes et disparaît dans le néant entre les bras de Barry et d'Iris, inconsolables. De retour en 2019, Cisco décide de prendre le sérum anti-métahumain, tandis que Sherloque Wells rentre sur sa Terre retrouver Renée Adler, (partie sur sa Terre à l'abri de Cicada après son attaque), la femme qu'il aime. Joe West est promu capitaine à la suite du départ de Singh, qui devient le commandant de la police de Central City et qui profite de son départ pour annoncer à Joe, Cecile et Barry que Grace sera placée dans une bonne famille et qu'il sait que Barry est Flash. Iris et Barry trouvent un dernier message de Nora laissé dans son journal avant l'affrontement, où elle leur exprime tout son amour et sa reconnaissance.